# 羽田あい
羽田 あい（はねだ あい、1989年9月22日 - ）は、日本のAV女優、元グラビアアイドル。

## 略歴・人物
2008年4月、『ハックツ美少女』でイメージDVDデビュー。2年間で8本のDVD、10冊のデジタル写真集が発売された。
2010年2月18日、『芸能人 羽田あい AV Debut』でAVデビュー。AVデビュー前の男性経験は4人。
2011年3月7日、スカイパーフェクTV!の「スカパー!アダルト放送大賞」の新人女優賞を受賞する。
2014年7月、セガのゲーム『龍が如く』のキャラクター出演をかけたセクシー女優人気投票にエントリーし、21位に選出された。
ドラマ『嬢王』で共演した明日花キララ、めぐりや神咲詩織と仲がいい。
以前はプライムエージェンシー所属。
2016年5月、AV事務所であるオールプロモーションに所属して、タレントとして活動開始。
2018年7月12日、SODクリエイトでAV女優現役復帰。

## 映像作品

### イメージビデオ
| 発売日         | タイトル                            | 規格品番 | メーカー                 | 備考 |
| -------------- | ----------------------------------- | -------- | ------------------------ | ---- |
| 2008年4月26日  | ハックツ美少女07 羽田あい           |          | グラマラスキャンディ     |      |
| 2008年10月9日  | 尻有 No.005                         |          | グラマラスキャンディ     |      |
| 2009年1月8日   | ゲキ着!IDOL                         |          | グラマラスキャンディ     |      |
| 2009年2月12日  | ギリグラ!!桃色領域                  |          | BAGUS                    |      |
| 2009年5月7日   | 素敵                                |          | グラマラスキャンディ     |      |
| 2009年7月9日   | 美的 美しすぎる肢体                 |          | グラマラスキャンディ     |      |
| 2012年5月30日  | DE LUCH 羽田あい                    |          | オルスタックソフト販売   |      |
| 2012年9月6日   | Ai Always Innocence・羽田あい       |          | グラッツコーポレーション |      |
| 2012年12月25日 | 湯けむりおっぱい〜夏の陣〜 羽田あい | R-585    | オルスタックソフト販売   |      |
| 2014年5月29日  | 湯けむりの女たち 其の弐             |          | オルスタックピクチャーズ |      |
| 2018年11月8日  | Ai2 10 years… 羽田あい              |          | REbecca                  |      |

### アダルトビデオ（撮りおろし作品のみ）

#### SODクリエイト專属時期
2010年
- 芸能人 羽田あい AV Debut（2月18日）
- 芸能人 羽田あい 同棲日記（3月18日）
- 芸能人 羽田あい 失禁するほど…。4月22日）
- 芸能人 羽田あい 超高級ソープ嬢（6月10日）
- 芸能人 羽田あい 21歳、性欲、覚醒（7月8日）
- 芸能人 羽田あい 童貞初挿入（8月5日）
- SODstar×SODCinderella 濃厚なる大乱交（8月24日）
- 芸能人 羽田あい 初中出し・淫語・痴女（9月9日）
- 芸能人 羽田あい 失禁するほど恥ずかしい露出（10月7日）
- 芸能人 羽田あい 雌、発情（11月4日）
- 陵辱病棟 白衣の性奴隷（12月7日）
- 芸能人 羽田あい 女教師凌辱レイプ（12月23日）

2011年
- 濡れてはいけない!?SOFT ON DEMAND的人生は波乱万丈だ!ゲーム in SOD本社ビル（1月8日）
- 芸能人 羽田あい 理性を狂わす極上のカラダ（1月20日）
- ユーザー様の自宅に芸能人羽田あいをお届けします（2月19日）
- 芸能人 羽田あい 2人きりの混浴温泉旅行（3月19日）
- 芸能人 羽田あい 股間ビショ濡れ淫乱お姉さん。（4月21日）
- 芸能人 羽田あい 精液初ごっくん15発!（5月19日）
- 芸能人 羽田あい 男女2人きり、濃密プライベートFUCK!（6月18日）
- 芸能人 羽田あい 愛する夫の目の前で私を犯して…。（7月21日）
- 芸能人 羽田あい 中出し超高級ソープ嬢（8月20日）
- 芸能人 羽田あい ほろ酔いおねだり生SEX（9月22日）
- 芸能人 羽田あい 禁断の近親相姦愛 義父と息子の嫁 芸能人（10月20日）
- 芸能人 羽田あい 中出し陵辱病棟（11月5日）
- 美人潜入捜査官 羽田あい（12月8日）
- 温泉旅館ソープ 夢の6輪車!花びら大回転スペシャル（12月22日）

2012年
- 美人数学教師 涙の中出し輪姦レイプ 羽田あい（1月7日）
- SOD star×SOD ACE 大乱交新年会（1月19日）
- 痴漢されて発情する… エリートOL 羽田あい（2月9日）
- REAL X REAL Xシリーズ（2月24日、ビーエムドットスリー）
- 超高級 回春エステティシャン 羽田あい（3月8日）
- ぬがせっ!!ハーレム野球拳3（UMD Video）（4月20日、メディアバンク）※他9名出演
- 女社長 逆レイプ 立場の強いオンナが男を犯す 羽田あい（4月21日）
- 芸能人 羽田あい SOD卒業×初めての催眠（5月24日）

#### アイデアポケット專属時期
2012年
- FIRST IDEAPOCKET 羽田あい（7月1日）
- 羽田あいの濃厚な接吻とSEX（8月19日）
- 見つめ合って感じ合う情熱SEX 羽田あい（9月19日）
- 秘密女捜査官〜淫謀に踊らされし悲劇のエージェント〜 羽田あい（10月19日）
- IP Ultra スレンダーGirls 2 8時間（11月1日）
- スター○見え本番報告2 抜き差しバッチリ8時間!!（11月1日）
- 野外SEXしようよ! 羽田あい（11月19日）
- DIGITAL CHANNEL DC99 羽田あい（12月1日）

2013年
- S級美女達の濃厚過ぎる接吻と激し過ぎるSEX 16時間（1月1日）
- 僕とあいの甘〜い性活 羽田あい（1月19日）
- あい先生の誘惑授業 羽田あい（2月19日）
- A女E女 寝ても覚めても忘れられないイイ女達のプラチナクラスSEX 8時間FUCK★（3月1日）
- 本番ですよっ!またまたっ!五つ星★★★★★（3月19日）
- アタッカーズ全面監修 夫の目の前で犯されて 羽田あい（3月19日）
- 見つめ合って感じ合う本能と欲望の情熱SEX 8時間（4月19日）共演：
- 誘うオンナ エロすぎる極上痴女 羽田あい（4月19日）
- 髪の短い女の子〜全国のショートヘアー好きに捧げるラブリーな8時間!〜（5月19日）
- 犯された美人過ぎる女教師 羽田あい（5月19日）
- ご奉仕しちゃうぞ 言われるがままヤラれるがままに尽くしまくりのIP御奉仕SEX 8時間（6月1日）
- 激ピストン あいがイクまで腰振るのを止めない! 羽田あい（6月19日）
- ’ついつい’その場のノリと流れでSEXしてしまった女達 勢いの8時間（7月1日）
- 羽田あいが精子飲む（7月19日）
- いきなりSEX えっ?今ここでですか? 羽田あい（8月19日）
- 3・2・1イク～!炸裂!スマッシュヒット!発射間際からパンパンドピュドピュの大発射!★154人8時間ノンストップ発射オンパレード フルスロットル★（9月1日）
- アカン!青姦!でも快感！他人に目撃されそうな青姦SEX18人8時間（9月19日）
- 究極の尻フェチマニアックス 羽田あい（9月19日）
- 彼氏の前で犯されたワタシ… 羽田あい（10月19日）
- 車は動くラブホテル 乗って!乗られて!しゃぶられて!ドキドキするけど興奮しちゃう恥ずかしいけど感じちゃうカーエッチ8時間!!（10月19日）
- 僕とすっごくエッチでとってもカワイイ美女達の甘すぎる性活 4th Season ラブラブヤリヤリな8時間（11月1日）
- 精子吸引バキュームフェラチオ 羽田あい（11月1日）
- 羽田あい SWEET BOX8時間 羽田発アクメ行き（11月19日）

2014年
- 桁違いの美貌と卓越された性技が僕らを惑わせる!8人の美人女教師達の官能的誘惑授業 8時間SPECIAL!!（1月19日）
- 美脚RQの甘い誘惑 羽田あい（1月19日）
- 玩具にイカされた女達 おもちゃでアン♪アン♪アン♪と喘ぐ8時間!!（2月1日）
- SLAVE ROOM 性奴隷オークションにかけられたオンナ 羽田あい（2月19日）
- 大乱交 羽田あい（3月19日）
- 鎖に繋がれた花嫁5 羽田あい（4月7日、アタッカーズ）
- 夫の目の前で犯された人妻達 完全コンプリートBOX2 6時間半（5月1日）
- 欲情が切なくて…。 羽田あい（5月7日、アタッカーズ）
- 被虐の家庭教師8 羽田あい（6月7日、アタッカーズ）
- IP美女が精子飲む ザーメン中毒美女達が溜まりに溜まった特濃精子をごきゅごきゅ飲み干す8時間!!（7月19日）
- サヨウナラのかわりに 羽田あい引退 メモリアルBOX16時間（7月19日）
- 砕け散るプライド 犯された美人過ぎる女教師達 哀しき8時間 審判の時（8月1日）

#### SODクリエイト復帰
2018年
- SODstar 羽田あい Re:DEBUT 羽田あい（7月12日）
- 中出し懇願LEGLOCK 羽田あい（8月9日）
- 羽田あい いいなり温泉旅行（9月6日）
- 元芸能人 羽田あい 撮影場所はマイホーム  旦那に見つかったらいい訳出来ない・・・ 自宅でドキドキ3SEX（10月11日）

## 出演

### Vシネマ
- ヒロインクロニクルズ 湯けむりハンター（2009年8月14日、ZENピクチャーズ）
- GAL AVATAR（2011年1月21日、GPミュージアムソフト）

### テレビドラマ
- 嬢王3 〜Special Edition〜（2010年、テレビ東京） - 姫華 役
- 匿名探偵 第2期 第8話（2014年8月29日、テレビ朝日系列） - 美里 役
- 東京愛情動作故事 東京アンダーヘア（2023年8月19日 - 9月2日、myTV SUPER） - 羽田愛 役[6][7]

### その他のテレビ番組
- おとなのびっくりクリニック2（2010年6月、日本海テレビ） - 6月マンスリーゲスト
- ヴィーナス・フューチャー #97（2011年、エンタ!371）
- せんべろ女とホルモンおやじ #04 横浜のディープタウン・野毛編（2012年11月24日 フジテレビワンツーネクスト）

### ゲーム
- 龍が如く0 誓いの場所（2015年3月12日、セガゲームス） - カラオケスナックうた姫店員 役

### WEB
- GRAPHIS
- デジグラ
- LOVEPOP

### パチンコ
- CR豊丸とソフトオンデマンドの最新作（2016年11月、豊丸産業）[8]

## 書籍

### 写真集
- ハイパーアングルポーズ集（2010年7月5日、創美社）ISBN 978-4420310437
- Feather Touch（2011年10月、彩文館出版、撮影：鯨井康雄）ISBN 978-4775605097
- Desire（2018年10月17日、双葉社、撮影：冨貴塚宏樹）ISBN 978-4575313987

### 雑誌
- 月刊ソフト・オン・デマンド 2012年6月号（独占インタビュー）